# Nový Hrádek
Nový Hrádek (deutsch Neubürgles) ist ein Městys im Okres Náchod in Tschechien. Er liegt sieben Kilometer östlich von Nové Město nad Metují an der Grenze zu Polen.

## Geographie
Nový Hrádek befindet sich rechtsseitig über dem Tal der Olešenka in den nordwestlichen Ausläufern des Adlergebirges. Westlich des Ortes liegen auf einem Felssporn über dem Flüsschen die Reste der Burg Frymburk. Nordöstlich erhebt sich der Berg Šibeník (674 m). Ebenfalls im Nordosten verlaufen mehrere Bunkerlinien des Tschechoslowakischen Walls.
Nachbarorte sind Borová im Norden, Dlouhé und Olešnice v Orlických horách im Nordosten, Rzy und Lužany im Osten, Sněžné im Südosten, Tis und Bohdašín im Süden, Bydlo und Slavoňov im Südwesten, Mezilesí im Westen sowie Krahulčí im Nordwesten.

## Geschichte

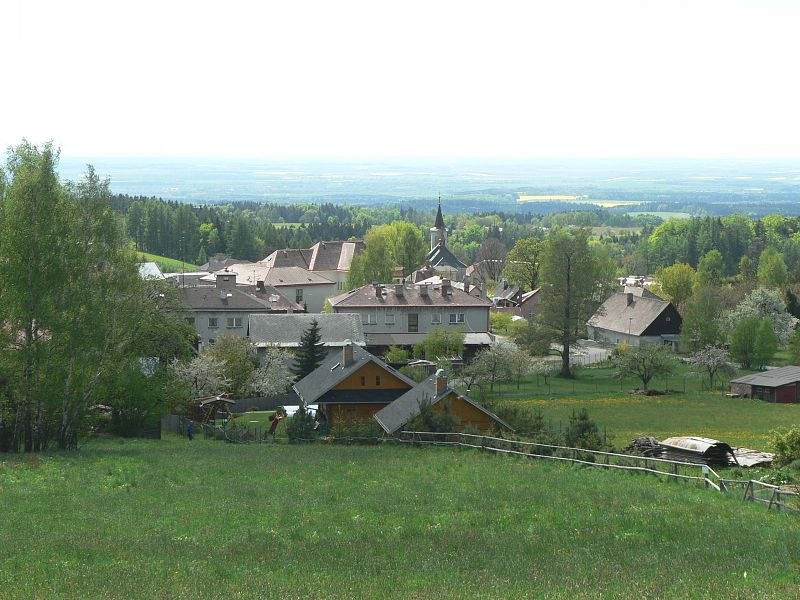
Nový Hrádek

Der Ort Hrádek entstand zum Ende des 13. Jahrhunderts in der Nachbarschaft der Burg Frymburk. Die erste urkundliche Erwähnung des Dorfes stammt vom 13. Juli 1362, als Čeněk von Leipa auf Frymburk einen Pfarrer einsetzte. Während der Hussitenkriege kämpfte der Burgherr Johann Městecký von Opočno auf Seiten des Kaisers Sigismund, weshalb die Frymburk 1425 von den Waisen erobert und wenig später niedergebrannt wurde. Ab 1537 ist die Existenz einer Eisenhütte und eines Hammerwerkes an der Olešenka belegt. Im Dreißigjährigen Krieg wurde die Burg Frymburk 1638 durch die Schweden niedergebrannt. 1651 gehörten zum Bezirk des Richters von Hrádek 351 Untertanen.
1735 hatten die Bewohner unter russischen Truppen zu leiden, die im polnischen Thronfolgekrieg gegen Stanislaus I. Leszczyński zu Felde zogen. Am 10. April 1736 verlieh Kaiser Karl VI. als Ausgleich für die erlittenen Schäden dem Städtchen Hrádek das Privileg zur Abhaltung von drei Jahrmärkten und einem Wochenmarkt. Seit 1790 trug der Ort den Namen Nový Hrádek, und es ist der Gebrauch eines Stadtsiegels nachweisbar; es wird angenommen, dass die Stadterhebung ebenfalls 1736 erfolgte. 1836 bestand Nový Hrádek aus 212 Häusern und hatte 1238 Einwohner. 1843 vernichtete ein Stadtbrand 45 Gebäude. Nach der Ablösung der Patrimonialherrschaften wurde Nový Hrádek zu einer selbständigen Gemeinde, die ab 1850 zum Bezirk Neustadt an der Mettau gehörte.
Bei der Volkszählung von 1869 lebten in Nový Hrádek 1596 Menschen, das war gleichzeitig die höchste Einwohnerzahl, die jemals erreicht wurde.
Nach dem Ende des Zweiten Weltkrieges kam Nový Hrádek von 1945 bis 1946 zum neu gebildeten Okres Dobruška. Später wurde es in den Okres Nové Město nad Metují umgegliedert. 1949 kam der Ort erneut zum Okres Dobruška und seit 1960 gehört er zum Okres Náchod. Um 2000 entstand am Šibeník ein Windkraftwerk aus vier Windrädern von 40 m Höhe. 2006 wurde der Status als Městys erneuert.

## Gemeindegliederung
Der Městys Nový Hrádek besteht aus den Ortsteilen Dlouhé (Langenau), Krahulčí (Sperbersdorf), Nový Hrádek (Neubürgles) und Rzy (Gebrech) sowie der Ortslage Doly.

## Sehenswürdigkeiten
- Kirche St. Peter und Paul, zwischen 1721 und 1723 barock umgestaltet. Die Gemälde des Hauptaltars werden Peter Johann Brandl zugeschrieben.
- Mariensäule auf dem Markt, errichtet 1747
- Steinerner Brunnen aus dem Jahre 1864
- Hölzerne Chaluppen
- Marienwallfahrtskirche Rokole, südlich des Ortes an der Olešenka. Das 1930 geweihte Kirchlein ersetzte eine Holzkapelle aus dem Jahre 1859. An dem Wallfahrtsort befindet sich außerdem die Kapelle „Betlém“ der Schönstatt-Bewegung. Der steinerne Kreuzweg aus dem Tal der Olešenka wurde 1874 angelegt.
- Glockenturm in Rzy
- Marterl und Madonna in Krahulčí
- Bildnis der Hl. Dreifaltigkeit in Dlouhé